# Litauische Botschaft in Berlin

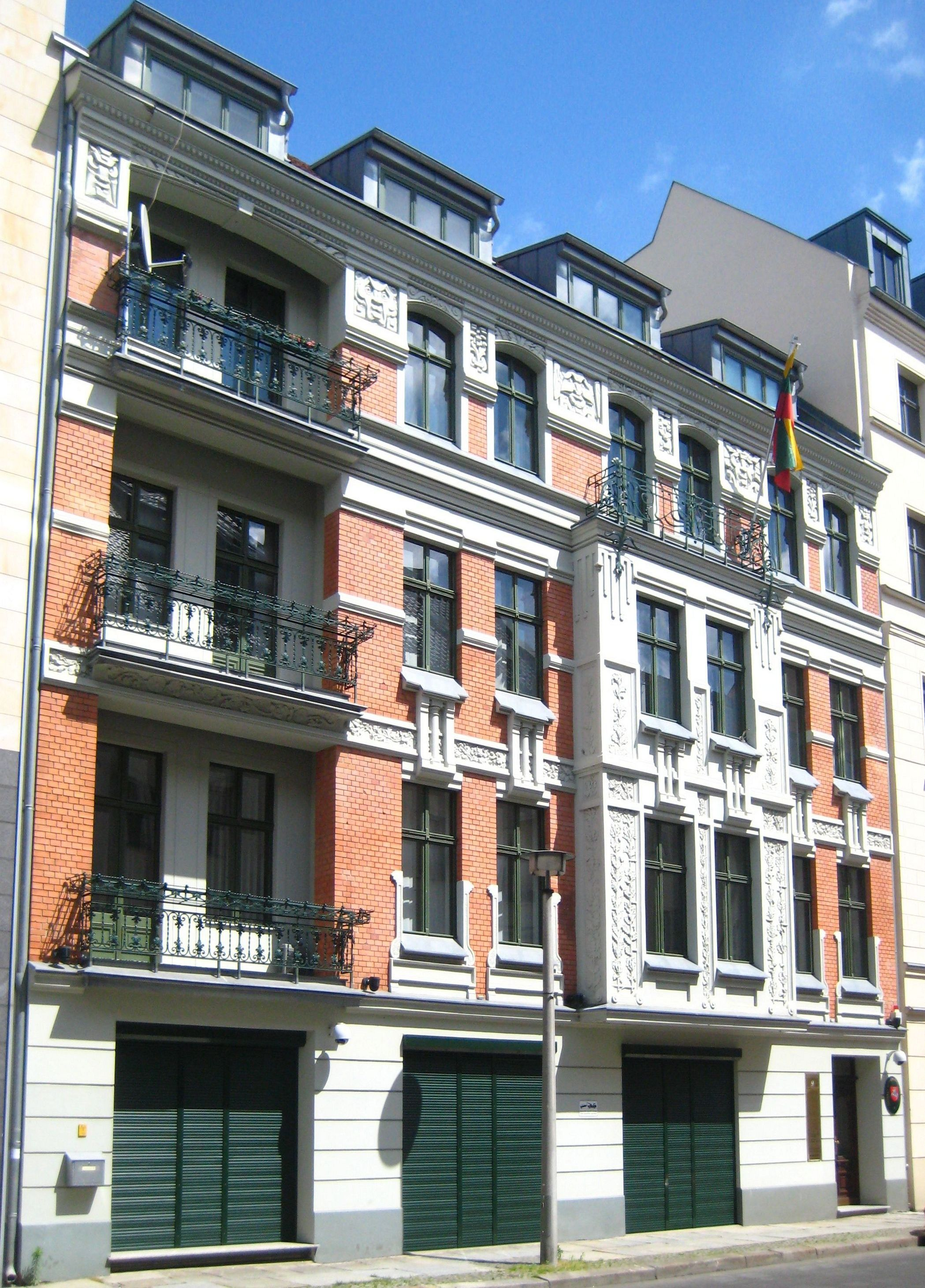
Botschaft Litauens in Berlin

Die Litauische Botschaft in Berlin (offiziell: Botschaft der Republik Litauen, litauisch Lietuvos Respublikos ambasada) ist der Hauptsitz der diplomatischen Vertretung Litauens in Deutschland. Das Botschaftsgebäude befindet sich in der Charitéstraße 9 im Berliner Ortsteil Mitte des gleichnamigen Bezirks. Der Litauischen Botschaft in Berlin unterstehen die Honorarkonsulate in Dresden, Erfurt, Essen, Hamburg, Künzelsau, Offenbach am Main und Planegg. Botschafter ist seit dem Jahr 2024 Giedrius Puodžiūnas.

## Geschichte
Die Republik Litauen, die zwischen 1918 und 1940 als eigenständiger Staat existierte, unterhielt ab 1922 in der damaligen Reichshauptstadt Berlin eine Gesandtschaft in der Kurfürstenstraße 134. Erster Außerordentlicher Gesandter und Bevollmächtigter Minister (Botschafter) war Vaclovas Sidzikauskas.
Im Zeitraum des Bestehens der Sowjetunion und ab der Eingliederung Litauens in diese Union, zwischen 1940 und 1990, nahmen deren Diplomaten alle entsprechenden Aufgaben für die einzelnen Unionsrepubliken wahr. Die Sowjetische Botschaft befand sich in Ost-Berlin in der Straße Unter den Linden.
Mit der Erlangung der litauischen Unabhängigkeit im März 1990 und der völkerrechtlichen Anerkennung des Landes durch die BRD vereinbarten beide Seiten die Errichtung von Botschaften in den jeweiligen Hauptstädten. Bis 1991 befand sich die Botschaft Litauens in Bonn in der Argelanderstraße 108a im Ortsteil Südstadt. Nach dem  Regierungsumzug der BRD nach Berlin fanden die Diplomaten in Berlin-Mitte ein renoviertes Baudenkmal und ließen es für ihre Zwecke einrichten. Der Umzug von Bonn nach Berlin erfolgte im Jahr 2000.